# Iglesia de San Juan Bautista (Villarroya)
La iglesia de San Bartolomé es un inmueble de la localidad española de Villarroya, en la provincia de La Rioja.

## Descripción
El edificio se encuentra en la localidad española de Villarroya, en la provincia de La Rioja. Se menciona como iglesia parroquial del lugar en el decimosexto y último volumen del Diccionario geográfico-estadístico-histórico de España y sus posesiones de Ultramar de Pascual Madoz, donde aparece descrita con las siguientes palabras:

La igl. parr. (San Juan) está sevida por 2 beneficiados uno de ellos cura ad mutum amobible del ordinario y los beneficios de presentacion dle cabildo, con sacristan nombrado por el cura: hasta el año 1818 fue esta igl. aneja de la c. de Arnedo.
(Madoz, 1850, p. 278)